# Fotogramas de Plata 2018
La 69a cerimònia de lliurament dels Fotogramas de Plata 2018, lliurats per la revista espanyola especialitzada en cinema Fotogramas, va tenir lloc el 4 de març de 2019 a la discoteca Joy Eslava de Madrid. Fou presentada per Ana Morgade.

## Candidatures

### Millor pel·lícula espanyola
| Pel·lícula      | Director       | Resultat   |
| --------------- | -------------- | ---------- |
| Entre dos aguas | Isaki Lacuesta | Guanyadora |

### Millor pel·lícula estrangera
| Pel·lícula | Director       | Resultat   |
| ---------- | -------------- | ---------- |
| Roma       | Alfonso Cuarón | Guanyadora |

### Tota una vida
| Intèrpret             | Resultat   |
| --------------------- | ---------- |
| Emilio Gutiérrez Caba | Guanyadora |

### Millor actriu de cinema
| actriu         | Pel·lícula                | Resultat   |
| -------------- | ------------------------- | ---------- |
| Penélope Cruz  | Todos lo saben            | Guanyadora |
| Bárbara Lennie | La enfermedad del domingo | Candidata  |
| Najwa Nimri    | Quién Te Cantará          | Candidata  |

### Millor actor de cinema
| Actor                      | Pel·lícula                 | Resultat  |
| -------------------------- | -------------------------- | --------- |
| Mario Casas                | El fotógrafo de Mauthausen | Candidat  |
| Antonio de la Torre Martín | El reino                   | Guanyador |
| Javier Gutiérrez           | Campeones                  | Candidat  |

### Millor actor de televisió
| Actor            | Sèrie de televisió | Resultat  |
| ---------------- | ------------------ | --------- |
| Paco León        | Arde Madrid        | Candidat  |
| Javier Rey       | Fariña             | Guanyador |
| Javier Gutiérrez | Vergüenza          | Candidat  |

### Millor actriu de televisió
| Actriu        | Sèrie de televisió | Resultat   |
| ------------- | ------------------ | ---------- |
| Najwa Nimri   | Vis a vis          | Guanyadora |
| Anna Castillo | Arde Madrid        | Candidata  |
| Inma Cuesta   | Arde Madrid        | Candidata  |

### Millor actriu de teatre
| Actriu               | Muntatge                              | Resultat   |
| -------------------- | ------------------------------------- | ---------- |
| Irene Escolar        | Mammón                                | Guanyadora |
| Lolita Flores        | Fedra                                 | Candidata  |
| Aitana Sánchez-Gijón | La vuelta de Nora (Casa de muñecas 2) | Candidata  |

### Millor actor de teatre
| Actor/Companyia       | Muntatge  | Resultat  |
| --------------------- | --------- | --------- |
| Juan Echanove         | Rojo      | Candidat  |
| Ricardo Gómez (actor) | Mammón    | Guanyador |
| Josep Maria Pou       | Moby Dick | Candidat  |

### Millor sèrie espanyola segons els lectors
| Intèrpret   | Resultat   |
| ----------- | ---------- |
| Élite       | Candidata  |
| Fariña      | Candidata  |
| Arde Madrid | Guanyadora |

### Millor pel·lícula espanyola segons els lectors
| Intèrpret        | Resultat   |
| ---------------- | ---------- |
| Quien te cantará | Candidata  |
| El reino         | Candidata  |
| Campeones        | Guanyadora |